# Jorge Saldaña
Jorge Isaac Saldaña Hernández, más conocido como Jorge Saldaña (Banderilla, Veracruz, México, 5 de enero de 1931 - Ciudad de México, 30 de octubre de 2014), fue un periodista, cronista, locutor, productor, conductor de televisión, escritor, comentarista, narrador de radionovelas y abogado mexicano.
También fue locutor y comentarista para programas diversos de la televisión y para la Organización de las Naciones Unidas para la Educación, la Ciencia y la Cultura, y cantante en cafés de París. Fueron célebres sus programas de televisión Nostalgia, Anatomías y Sábados con Saldaña; su último programa fue Añoranzas.

## Datos biográficos

### Inicios
Estudió en la Facultad de Derecho de la Universidad Veracruzana; derecho internacional en La Haya, Países Bajos; civilización francesa en París, Francia, y periodismo, en Madrid, España. Trabajó como periodista para el Diario de Xalapa, y  El Dictamen de Veracruz. Su primer trabajo en la radio fue para la XEKL, de Xalapa, y para la XEJJ y la XEJA de 1949 a 1951

### Labor para la radio
En los años 40 se aficionó por la música y por los locutores que eran grandes personalidades. Consiguió trabajo en la estación XEKL de Xalapa, y el haber ganado un concurso nacional de oratoria le permitió viajar a Francia y trabajar en Radio Televisión de Francia (RTF), de 1951 a 1954. Estos programas se transmitieron en 1958, en el programa La Hora de Carlos Pickering.

### Labor para la televisión
A finales de los años 50 regresó a México, y Emilio Azcárraga Milmo le dio trabajo como asistente del ingeniero Roberto Keny, quien dirigía el canal 2. El primer trabajo que tuvo para la televisión fue una reseña acerca del cine mundial; posteriormente, el programa La hora de Francia y Laboratorio del Aire. Uno de los programas más relevantes de Jorge Saldaña, en ese momento, fue Anatomías precursor de los talk shows. Condujo durante muchos años programas diversos en la televisión mexicana:

### Descripción de los programas
- Anatomías: Precursor de los talk shows, con horarios de 23:00 horas.
- Nostalgia: Programa presentado con el Profesor Alfredo Ruiz del Río con música de los años cincuenta, principalmente, pero con cabida a música internacional o provinciana del mismo tipo.
- Sopa de letras: Programa orientado a resolver dudas acerca del lenguaje, con la participación de lingüistas, políglotas, escritores, poetas, conocedores del nahuatl, basándose, principalmente en los últimos años del programa, en lo estipulado por la Comisión para la Defensa del Idioma Español.[6][7][8][9]

Algunos participantes en Sopa de letras fueron: el escéptico Pedro Brull, la joven Christian, lingüista Arrigo Coen Anitúa, hijo de la mezzosoprano duranguense Fanny Anitúa; arquitecto Ramón Cruces, especialista en náhuatl, y ruinas y objetos prehispánicos, filólogo Ernesto de la Peña, Gabriel del Río, quien además de disertar presentaba haikús; investigador Leonardo Ffrench Iduarte, de origen galés y con doble "efe"; Carlos Laguna, quien acudía con su Diccionario Corominas; abogado veracruzano Francisco Liguori, quien leía sus amenas Crónicas rimadas; abogado y lexicógrafo Gerardo Ocampo, profesor español Felipe San José, abogado masón guanajuatense Alfonso Sierra Partida, etimologista profesor Alfonso Torres Lemus, daba cátedra y leía palíndromos; psicoanalista Tere Vale, Roberto Villaseñor.
La última incursión de Saldaña en televisión, el programa llamado Añoranzas, se estrenó el 8 de septiembre de 2013. "Estuve aquí hace 40 años, en Canal Once, en la emisión de Luis Carbajo. "A la cita con la prensa llegó apoyado de un bastón, por los "achaques propios de la edad". Recordó que condujo Nostalgia, antecedente directo de Añoranzas, durante 18 años en el entonces canal 13 de Imevisión, en ese tiempo el canal oficial del gobierno. 

Para llegar aquí tuve que vencer una prohibición sistemática de los medios, que no me aceptan, pero qué bueno que me aceptó el Canal Once. Tardé en regresar, pero estuve en Veracruz, mi tierra, haciendo radio, sobre todo. Sólo me aceptaron aquí, pero no en la televisión comercial. Solo voy a hablar de Nostalgias, no de política. "Me fui en 1989 de la televisión y esperaba que me llamaran, pero nadie lo hizo. Quiero agradecer al Canal Once esta oportunidad. Para esto me pregunté si todavía podría hacer televisión, con las arrugas, con la edad. Me di cuenta de que sí había esta posibilidad.

Solía hacer parodias políticas, a la manera de Óscar Chávez. "Hago parodias, pues me dan miedo las metralletas." En sus conciertos, como los que dio en el Teatro de la Ciudad, ofrecía disculpas por cantar un tanto descuadrado, pero eso no era óbice para los aplausos de un público que lo había seguido durante décadas y circunscrito en la nostalgia de canciones en El Fonógrafo.
- Sábados culturales
- Desayunos con Saldaña
- Sábados con Saldaña
- Añoranzas (estrenado en Canal Once el 8 de septiembre del 2013)

### Leyendas urbanas
Algunos comentarios que se hicieron en torno a su persona y algunas de sus declaraciones más célebres:
- Incursionó en la política, la primera como precandidato a la gubernatura de Veracruz y la segunda como candidato registrado por el distrito que comprende Xalapa y Banderilla, en el Estado de Veracruz.
- En uno de sus tuits, del 24 de octubre de 2014, Saldaña se refirió al caso Ayotzinapa. "El gobernador busca vivas a 43 personas muertas y nada cambia que sean o no estudiantes. Lambiscones lo elogian con flores en el cuello."
- Se acostumbró a que no lo contrataran por ser crítico –al aire y fuera de él–, y rechazó contundentemente la censura. Es el "vociferador de que en México vivimos en una televicracia".
- "Tengo el récord de censura en México", comentaba a propósito de las varias ocasiones que sus programas en la televisión o la radio fueron cerrados por el tono de sus comentarios.
- En charla con La Jornada, recordaba lo que había dicho algunos años atrás. "El gobierno y el sistema mexicano han puesto en los hombres endebles de la televisión una gran fuente de poder."
- Y reconocía que en la actualidad "se gobierna por medio del noticiero. Los gobiernos han colaborado con la ideología y el sistema que estructura el pensamiento de la televisión."
- Decía: "La televisión ha hecho que el mexicano se sienta orgulloso de su ignorancia."
- "El mexicano tiene mucha madre, pero poco padre: es una figura ausente."
- "Lo fundamental es la reinvención del país. Hay que hacer que sufra una metamorfosis. Pero no se puede reestructurar con la misma gente. No se puede reconstruir con los mismos ladrillos. Hay que cambiar las ideas y los hombres que las ponen en práctica."

### Fallecimiento
El 30 de octubre de 2014, Jorge Saldaña apagó el fonógrafo, cerró los libros y dejó la pluma a un lado de la cama, para emprender el viaje sin regreso. El 1 de noviembre de 2014, sus restos fueron velados en el Panteón Francés de San Joaquín, fue cremado y llevado a su lugar de origen.

## Libros
- Por joder.com, 2012